# CA-701
La CA-701 es una carretera autonómica de Cantabria perteneciente a la Red Local y que sirve de acceso a la población de Sopenilla, en el término municipal de San Felices de Buelna (Cantabria, España).

## Nomenclatura

Indicador

Su nombre está formado por las iniciales CA, que indica que es una carretera autonómica de Cantabria, y el dígito 701 es el número que recibe según el orden de nomenclaturas de las carreteras de la comunidad autónoma. La centena 7 indica que se encuentra situada en el sector comprendido entre las carreteras nacionales N-634 al norte, N-611 al oeste y N-623 al este, y los límites con las provincias de Burgos y Palencia al sur.

## Historia
Su denominación anterior era SV-6024.
Con la puesta en servicio de la variante de San Felices de Buelna de la carretera CA-170, se construyó una rotonda en la intersección de dicha vía y la CA-701.
En 2019, se mejoró la seguridad vial en el cruce con la carretera CA-736 ensanchando la anchura de la carretera y construyendo aceras a ambos lados de la vía

## Trazado
Tiene su origen en la intersección con la CA-736 situada en el límite entre las localidades de Mata y Rivero, localidades situadas en el término municipal de San Felices de Buelna, municipio por el que discurre la totalidad de su recorrido de 0,7 kilómetros. El final se ubica en el centro de Sopenilla.
La carretera cruza transversalmente la vega del arroyo Barcenal, afluente del río Besaya, finalizando a los pies del monte Dobra, cumbre situada en la sierra de los Hombres.
Su inicio se sitúa a una altitud de 101 m s. n. m. descendiendo a continuación hasta el puente sobre el arroyo Barcenal que se sitúa a la cota 291 m s. n. m. para, seguidamente, ascender hasta el fin de la vía que está situada a 111 m s. n. m.
La carretera tiene dos carriles, uno para cada sentido de circulación, y una anchura total de 5,0 metros sin arcenes. El posterior Plan de Gestión Integral de Infraestructuras de Cantabria 2014-2021 contempla la mejora de plataforma y refuerzo de firme de esta vía,

## Actuaciones
El IV Plan de Carreteras contempla la ampliación de sección de la carretera a 5,5 metros sin arcenes.

## Transportes
No hay líneas de transporte público que recorran la carretera CA-701 si bien en la intersección con la CA-736 se sitúa una parada de autobús de las siguientes líneas:
- Autobuses Juan Ruiz: Torrelavega - Selaya.
- Autobuses Juan Ruiz: Torrelavega - Corrales - San Felices

## Recorrido y puntos de interés
En este apartado se aporta la información sobre cada una de las intersecciones de la CA-701 así como otras informaciones de interés.
| Esquema             | PK  | Sentido Sopenilla (creciente)                                            | Sentido Sopenilla (creciente)                          | Sentido Sopenilla (creciente)                          | Sentido Sopenilla (creciente)                          | Sentido Rivero (decreciente)                           | Sentido Rivero (decreciente) | Sentido Rivero (decreciente) | Sentido Rivero (decreciente) | Incidencias |
| Esquema             | PK  | Velocidad                                                                | Elemento                                               | Salida                                                 | Salida                                                 | Salida                                                 | Salida                       | Elemento                     | Velocidad                    | Incidencias |
| Esquema             | PK  | Velocidad                                                                | Elemento                                               | Dir.                                                   | Nombre                                                 | Nombre                                                 | Dir.                         | Elemento                     | Velocidad                    | Incidencias |
| ------------------- | --- | ------------------------------------------------------------------------ | ------------------------------------------------------ | ------------------------------------------------------ | ------------------------------------------------------ | ------------------------------------------------------ | ---------------------------- | ---------------------------- | ---------------------------- | ----------- |
|                     | 0,0 |                                                                          |                                                        |                                                        | CA-701 SOPENILLA                                       | CA-736 PUENTE VIESGO                                   |                              |                              |                              |             |
| CA-736 LOS CORRALES | 0,0 |                                                                          |                                                        |                                                        | CA-701 SOPENILLA                                       |                                                        |                              |                              |                              |             |
|                     | 0,2 |                                                                          | Arroyo Barcenal                                        | Arroyo Barcenal                                        | Arroyo Barcenal                                        | Arroyo Barcenal                                        |                              |                              |                              |             |
|                     | 0,5 |                                                                          |                                                        |                                                        | CA-170 PUENTE VIESGO                                   | CA-170 PUENTE VIESGO                                   |                              |                              |                              |             |
|                     | 0,5 | CA-701 SOPENILLA                                                         | CA-701 RIVERO                                          |                                                        |                                                        |                                                        |                              |                              |                              |             |
|                     | 0,5 | A-67 SANTANDER PALENCIA CA-170 LOS CORRALES DE BUELNA Polígono de Barros |                                                        |                                                        |                                                        |                                                        |                              |                              |                              |             |
|                     | 0,6 |                                                                          |                                                        | SOPENILLA                                              | SOPENILLA                                              | SOPENILLA                                              | SOPENILLA                    |                              |                              |             |
|                     | 0,7 |                                                                          | Final de la carretera en el núcleo urbano de Sopenilla | Final de la carretera en el núcleo urbano de Sopenilla | Final de la carretera en el núcleo urbano de Sopenilla | Final de la carretera en el núcleo urbano de Sopenilla |                              |                              |                              |             |